# Efterladte fortællinger
Efterladte fortællinger (eng. Carnival – Entertainments and Posthumous Tales) er som titlen antyder en samling af fortællinger, skrevet af Karen Blixen og udgivet posthumt den 1. oktober 1975 i Danmark (udgivet i USA i 1977 og England i 1978).

## Fortællinger
- Familien de Cats
- Onkel Théodore
- Karneval
- Den sidste dag
- Onkel Seneca
- Den fede mand
- Anna
- Den stolte dame
- Bjørnen og kysset
- Gensyn